# Đai đen

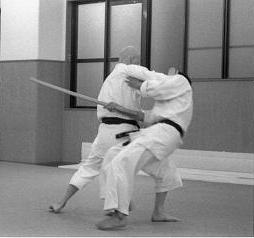
Đai đen của môn Hiệp Khí Đạo

Đai đen (hay huyền đai) là một sợi dây bằng vải dùng quấn quanh bộ võ phục ở phần bụng hoặc eo. Nó có màu đen và thường biểu tượng cho một cấp độ mà người đeo có được qua quá trình tập luyện hay thi đấu võ thuật. Trong võ thuật, các đai đen là sự chứng nhận việc thăng cấp của võ sinh và thường được đánh dấu bằng màu sắc của vành đai. Các đai đen thường được xếp vào nhóm các màu đai cao nhất được sử dụng và biểu thị một mức độ võ công nhất định, thường là cao cấp. Nhiều môn võ sử dụng đai đen như: Việt Võ Đạo, Không Thủ Đạo, Nhu Đạo, Hiệp Khí Đạo, Đài Quyền Đạo, Nhu thuật Brasil,... Đai đen được sử dụng từ lâu trong lịch sử võ thuật và chính thức được đưa vào hệ thống đai từ thế kỷ XIX.